# Großweil
Großweil è un comune tedesco situato nel land della Baviera.